# Наследники (фильм, 2008, Россия)
«Наследники» — экранизация повести Сергея Козлова «Мальчик без шпаги».

## Сюжет
В сибирском поселке Уват живёт обыкновенная семья. Отец — буровик, мать — медсестра. Их сын учится в начальной школе. Каждое лето они ездят к бабушке в Крым. Идиллия вдруг рушится из-за неприятностей на работе у отца. Он начинает пить и втягивает в это и свою жену. Подросток остается без родительского надзора. Его поставщик, вор Мишка, однажды передает ему старинную пуговицу, и не просто пуговицу — а пуговицу из Ипатьевского дома, с мундира убиенного цесаревича Алексея. И эта пуговица оказывается для Тимофея Наследием — которое нужно нести, но которое его спасает. Спасает от судьбы того же вора Мишки, от судьбы собственных спившихся родителей.

## В ролях
- Павел Юрченко — Тимофей Трофимов
- Екатерина Редникова — Ирина Трофимова, мать Тимофея, жена Георгия
- Денис Карасёв — Георгий Трофимов, отец Тимофея, муж Иры
- Владимир Толоконников — дядя Стёпа
- Александр Голубков — Миша
- Юлия Галкина — Надя
- Леонид Куравлёв — глава администрации
- Константин Одегов — Вячеслав Иванович, директор школы
- Евгения Лапова — Елена, учитель истории
- Александр Баширов — мужичок с балалайкой
- Ирма Гобелая — тётя Ануш
- Дмитрий Галуза — Колька
- Александр Власов — Мякиш
- Илья Ловкий — Анвар
- Никита Кукушкин — Липенко
- Алишер Умаров — парень с гитарой
- Алексей Назаров — Чирок
- Алина Жилина — слепая девочка
- Алла Тараканова — мама девочки
- Карэн Бадалов — врач
- Алексей Шлямин — водитель с монтировкой
- Анатолий Бузинский — водитель дядя Ваня
- Леонид Окунев — покупатель сотового телефона
- Елена Самохина — женщина с фруктами
- Игорь Колюшенко — наркоман Игорь
- Амаду Мамадаков — ханты
- Степан Кечимов — ханты
- Игорь Гузун — Дядя Исмаил, Исса, хозяин магазина
- Илья Титаренко — бармен
- Александр Журман — командир ОМОНа
- Елена Борисова — завуч
- Игорь Гаспарян — водитель джипа
- Сергей Дериколенко — член комиссии
- Эмма Лимонова — член комиссии
- Валерий Шорохов — член комиссии
- Валентина Семкина — член комиссии

## Съёмочная группа
- Автор сценария: Константин Одегов, Сергей Козлов
- Режиссёр: Константин Одегов
- Оператор: Радик Аскаров
- Композитор: Алексей Рыбников
- Спецэффекты: Ренат Юнусов
- Постановщик трюков: Сергей Воробьёв

## Награды
- Малый хрустальный подсвечник на V Международном Сретенском православном кинофестивале «Встреча» (2009)[2].
- Приз за лучшую роль второго плана на XV Российском кинофестивале «Литература и кино» в Гатчине: Александр Голубков, фильм «Наследники».(2009)[3].